# FC Flora Tallinn
FC Flora Tallinn je estonski nogometni klub iz Tallinna koji je osnovan 1990. godine. FC Flora je višestruki osvajač estonskog kupa i Meistriliige u kojoj se natječu od njenog osnutka. Oni već godinama daju najveći broj igrača za reprezentaciju, a također je dosta igrača napravilo uspješnu inozemnu karijeru. Kao na primjer Mart Poom, Andres Oper, Raio Piiroja, Ragnar Klavan i dr. 

## Uspjesi
- Meistriliiga: (15)[2]

1993./94., 1994./95., 1997./98., 1998., 2001., 2002., 2003., 2010., 2011., 2015., 2017., 2019., 2020., 2022., 2023.
- Estonski kup: (8)[3]

1994./95., 1997./98., 2007./08., 2008./09., 2010./11., 2012./13., 2015./16., 2019./20.
- Estonski superkup: (11)[4]

1998., 2002., 2003., 2004., 2009., 2011., 2012., 2014., 2016., 2020., 2021.

## Vanjske poveznice
- Službene stranice